# Pont de Soler
El Pont de Soler és una obra del municipi de Bolvir (Cerdanya) inclosa en l'Inventari del Patrimoni Arquitectònic de Catalunya.

## Descripció
És un pont modern de sis arcs irregulars. Conserva els arcs refets i es veuen encara restes dels arcs antics. Els pilars que serveixen de suport al pont són d'origen romà, formats per carreus ben escairats. Es troba sobre el riu Segre.

## Història
Bastit sobre el Segre aigua amunt de la seva confluència amb el Querol, hi passa el camí ral de Puigcerdà a Alp (anomenat també Camí Vell de Barcelona, ja que arriba a aquesta ciutat per la Collada de Toses).
Va ser edificat en temps dels romans i és citat al "Dietarium fidelissima ville Podii Ceritani" (1584) per notari Ortodó de Puigcerdà com un dels set ponts de pedra que hi ha a la Cerdanya. El 1982 va ser reconstruït.
| «                    | Ensota del Golf de Puigcerdà prop d'Escardacs i sobre el Segre, aquest pont de Soler, caigut i refet manta vegada, posa un to de civilitat i mesura en aquest salvatge cabdell de lianes i fulles. | » |
| — Els rius de Lleida | |   |

En el segle xi ve ja citat el Pont d'en Soler com un dels set ponts de pedra del Comtat de Cerdanya. (La Cerdanya, C.A. Torras. Pàg.33)